# مجلس الوزراء الكويتي
مجلس الوزراء الكويتي أو حكومة الكويت، هو السلطة التنفيذية في دولة الكويت، وفقاً للمادة 56 من الدستور الكويتي يُعين الأمير رئيس مجلس الوزراء، ويعين الوزراء ويعفيهم بناء على ترشيح رئيس مجلس الوزراء. يحكم دستور الكويت في فصله الرابع الأطر العامة ومهام مجلس الوزراء، ووفقًا للدستور يجب أن تضم الحكومة بين أعضائها أحد النواب المنتخبين في مجلس الأمة الكويتي. جميع أعضاء الحكومة المنتخبين وغير المنتخبين لديهم مقعد في مجلس الأمة، ويجب أن لا يزيد عدد أعضاء الحكومة عن ثلث أعضاء مجلس الأمة المنتخبين. تشكلت أول حكومة في عهد أمير الكويت أنذاك الشيخ عبدالله السالم الصباح في 17 يناير 1962، وكانت حكومة انتقالية حتى بدء العمل بالدستور ، رئيس مجلس الوزراء حالياً هو الشيخ أحمد عبدالله الأحمد الصباح منذ 15 أبريل 2024.

## الحكومة الحالية
في 15 أبريل 2024 أصدر الشيخ مشعل الأحمد الصباح أمير دولة الكويت أمراً أميرياً بتعيين الشيخ أحمد عبدالله الأحمد الصباح رئيساً لمجلس الوزراء وتكليفه ترشيح أعضاء الوزارة الجديدة. وذالك بعد أستقالة الحكومة السابقة برئاسة الشيخ محمد صباح السالم الصباح في 7 أبريل 2024  واعتذار الشيخ محمد صباح السالم عن رئاسة الحكومة الجديدة.
وفي 12 مايو 2024، أصدر الشيخ مشعل الأحمد الصباح أمير دولة الكويت مرسوماً بتشكيل الحكومة الجديدة برئاسة الشيخ أحمد عبدالله الأحمد الصباح ، والتي تضم 13 وزيراً.
وشهد التشكيل الوزاري تعين الشيخ فهد يوسف سعود الصباح نائباً أول لرئيس مجلس الوزراء ووزيراً للدفاع ووزيراً للداخلية بعدما كان في الحكومة السابقة نائباً لرئيس مجلس الوزراء ووزيراً للدفاع ووزيراً للداخلية بالوكالة.
وكما شهد التشكيل الوزاري خروج أربع وزراء من الحكومة السابقة وهم الشيخ فراس سعود المالك الصباح وزير الشؤون الاجتماعية وشؤون الأسرة والطفولة والدكتور سالم فلاح الحجرف وزير الكهرباء والماء والطاقة المتجددة وزير الدولة لشؤون الإسكان وداود سليمان معرفي وزير الدولة لشؤون مجلس الأمة وزير الدولة لشؤون الشباب وزير الدولة لشؤون الأتصالات وعبدالله حمد الجوعان وزير التجارة والصناعة.
وكما شهد التشكيل الوزاري دخول أربع وزراء جدد وهم الدكتور محمد إبراهيم الوسمي وزير العدل وزير الأوقاف والشؤون الإسلامية وعمر سعود العمر وزير التجارة والصناعة وزير الدولة لشؤون الإتصالات والدكتور محمود عبدالعزيز بوشهري وزير الكهرباء والماء والطاقة المتجددة وزير الدولة لشؤون الإسكان الدكتورة أمثال هادي الحويلة وزيرة الشؤون الاجتماعية والعمل وشؤون الأسرة والطفولة وزيرة الدولة لشؤون الشباب.
واحتفظ بقية الوزراء من الحكومة السابقة بمناصبهم في الحكومة الجديدة.
وشهد التشكيل الحكومي تعديلاً في 25 أغسطس 2024 شمل تعيين عبدالرحمن المطيري وزيراً للدولة لشؤون الشباب بالإضافة لمنصبه وزيراً للإعلام والثقافة والدكتورة نورة المشعان وزيرة للأشغال العامة وعمر العمر وزيراً للدولة لشؤون الإتصالات الدكتورة أمثال هادي الحويلة وزيرة للشؤون الاجتماعية وشؤون الأسرة والطفولة وخليفة العجيل وزيراً للتجارة والصناعة عبد اللطيف المشاري وزيراً للدولة لشؤون البلدية ووزيراً الدولة لشؤون الإسكان والدكتور نادر الجلال وزيراً التعليم العالي والبحث العلمي وزيراً التربية بالوكالة ونورة الفصام وزيراً للمالية وزير الدولة لشؤون الاقتصادية والاستثمار 
وفي 29 أكتوبر 2024 شهد التشكيل الحكومي تعديلاً شمل تعيين جلال عبدالمحسن الطبطبائي وزيراً للتربية وطارق سليمان الرومي وزيراً للنفط خلفاً للدكتور عماد محمد العتيقي نائب رئيس مجلس الوزراء وزير النفط الذي استقال في 8 سبتمبر 2024.

### التشكيل الحكومي الحالي بعد تعديله في 29 أكتوبر 2024
| الأسم                            | المنصب                                                    |
| -------------------------------- | --------------------------------------------------------- |
| الشيخ أحمد عبدالله الأحمد الصباح | رئيس مجلس الوزراء                                         |
| الشيخ فهد يوسف سعود الصباح       | النائب الأول لرئيس مجلس الوزراء وزير الدفاع وزير الداخلية |
| شريدة عبدالله المعوشرجي          | نائب رئيس مجلس الوزراء وزير الدولة لشؤون مجلس الوزراء     |
| عبد الرحمن بداح المطيري          | وزير الإعلام والثقافة وزير الدولة لشؤون الشباب            |
| الدكتور أحمد عبدالوهاب العوضي    | وزير الصحة                                                |
| عبد الله علي اليحيا              | وزير الخارجية                                             |
| الدكتورة نورة محمد المشعان       | وزيرة الأشغال العامة                                      |
| الدكتور محمد إبراهيم الوسمي      | وزير العدل وزير الأوقاف والشؤون الإسلامية                 |
| عمر سعود العمر                   | وزير الدولة لشؤون الإتصالات                               |
| محمود عبد العزيز بوشهري          | وزير الكهرباء والماء والطاقة المتجددة                     |
| الدكتورة أمثال هادي الحويلة      | وزيرة الشؤون الاجتماعية وشؤون الأسرة والطفولة             |
| خليفة العجيل                     | وزير التجارة والصناعة                                     |
| عبد اللطيف المشاري               | وزير الدولة لشؤون البلدية وزير الدولة لشؤون الإسكان       |
| الدكتور نادر الجلال              | وزير التعليم العالي والبحث العلمي                         |
| نورة سليمان الفصام               | وزيرة المالية وزيرة الدولة لشؤون الاقتصادية والاستثمار    |
| جلال عبدالمحسن الطبطبائي         | وزير التربية                                              |
| طارق سليمان الرومي               | وزير النفط                                                |

## رئاسة مجلس الوزراء

### قائمة رؤساء وزراء الكويت منذ 17 يناير 1962 حتى الآن
| #  | الاسم (الميلاد-الوفاة)                         | الصورة | فترة تولي المنصب | فترة تولي المنصب |
| -- | ---------------------------------------------- | ------ | ---------------- | ---------------- |
| 1  | الشيخ عبدالله السالم الصباح (1895–1965)        |        | 17 يناير 1962    | 26 يناير 1963    |
| 2  | الشيخ صباح السالم الصباح (1913–1977)           |        | 2 فبراير 1963    | 24 نوفمبر 1965   |
| 3  | الشيخ جابر الأحمد الصباح (1926–2006)           |        | 30 نوفمبر 1965   | 31 ديسمبر 1977   |
| 4  | الشيخ سعد العبدالله السالم الصباح (1930–2008)  |        | 8 فبراير 1978    | 13 يوليو 2003    |
| 5  | الشيخ صباح الأحمد الصباح (1929–2020)           |        | 13 يوليو 2003    | 29 يناير 2006    |
| 6  | الشيخ ناصر المحمد الأحمد الصباح (1940 –)       |        | 7 فبراير 2006    | 30 نوفمبر 2011   |
| 7  | الشيخ جابر مبارك الحمد الصباح (1942 – 2024)    |        | 30 نوفمبر 2011   | 19 نوفمبر 2019   |
| 8  | الشيخ صباح خالد الحمد الصباح (1953 –)          |        | 19 نوفمبر 2019   | 24 يوليو 2022    |
| 9  | الشيخ أحمد نواف الأحمد الصباح (1956 –)         |        | 24 يوليو 2022    | 4 يناير 2024     |
| 10 | الشيخ الدكتور محمد صباح السالم الصباح (1955 –) |        | 4 يناير 2024     | 15 أبريل 2024    |
| 11 | الشيخ أحمد عبدالله الأحمد الصباح (1952 –)      |        | 15 أبريل 2024    | حتى الآن         |

## نواب رئيس مجلس الوزراء

### قائمة نواب رئيس مجلس الوزراء منذ 9 فبراير 1975 حتى الآن
| الاسم                                 | المنصب                                   | الفترة         | الفترة         |
| ------------------------------------- | ---------------------------------------- | -------------- | -------------- |
| الشيخ جابر العلي السالم الصباح        | نائب رئيس مجلس الوزراء                   | 9 فبراير 1975  | 3 مارس 1981    |
| الشيخ صباح الأحمد الصباح              | نائب رئيس مجلس الوزراء                   | 16 فبراير 1978 | 20 أبريل 1991  |
| الشيخ صباح الأحمد الصباح              | النائب الأول لرئيس مجلس الوزراء          | 17 أكتوبر 1992 | 13 يوليو 2003  |
| سالم صباح السالم الصباح               | نائب رئيس مجلس الوزراء                   | 20 أبريل 1991  | 17 أكتوبر 1992 |
| سالم صباح السالم الصباح               | نائب رئيس مجلس الوزراء                   | 15 أكتوبر 1996 | 14 فبراير 2001 |
| ضاري عبدالله العثمان                  | نائب رئيس مجلس الوزراء                   | 17 أكتوبر 1992 | 1 يوليو 1993   |
| ناصر عبدالله الرزضان                  | نائب رئيس مجلس الوزراء                   | 1 يوليو 1993   | 15 أكتوبر 1996 |
| ناصر عبدالله الرزضان                  | نائب رئيس مجلس الوزراء                   | 22 مارس 1998   | 2 نوفمبر 1998  |
| محمد ضيف الله شرار                    | نائب رئيس مجلس الوزراء                   | 13 يوليو 1999  | 10 يوليو 2006  |
| الشيخ جابر مبارك الحمد الصباح         | نائب رئيس مجلس الوزراء                   | 14 فبراير 2001 | 9 فبراير 2006  |
| الشيخ جابر مبارك الحمد الصباح         | النائب الأول لرئيس مجلس الوزراء          | 9 فبراير 2006  | 30 نوفمبر 2011 |
| الشيخ محمد خالد الحمد الصباح          | نائب رئيس مجلس الوزراء                   | 14 فبراير 2001 | 14 يوليو 2003  |
| الشيخ نواف الأحمد الصباح              | نائب رئيس مجلس الوزراء                   | 14 يوليو 2003  | 16 أكتوبر 2003 |
| الشيخ نواف الأحمد الصباح              | النائب الأول لرئيس مجلس الوزراء          | 16 أكتوبر 2003 | 9 فبراير 2006  |
| الشيخ الدكتور محمد صباح السالم الصباح | نائب رئيس مجلس الوزراء                   | 9 فبراير 2006  | 18 أكتوبر 2011 |
| اسماعيل خضر الشطي                     | نائب رئيس مجلس الوزراء                   | 10 يوليو 2006  | 25 مارس 2007   |
| فيصل محمد الحجي بوخضور                | نائب رئيس مجلس الوزراء                   | 25 مارس 2007   | 29 مايو 2009   |
| الشيخ أحمد فهد الأحمد الصباح          | نائب رئيس مجلس الوزراء للشؤون الاقتصادية | 29 مايو 2009   | 8 مايو 2011    |
| الشيخ أحمد فهد الأحمد الصباح          | نائب رئيس مجلس الوزراء                   | 8 مايو 2011    | 13 يونيو 2012  |
| راشد عبدالمحسن الحماد                 | نائب رئيس مجلس الوزراء للشؤون القانونية  | 28 مايو 2009   | 8 مايو 2011    |
| محمد محسن العفاسي                     | نائب رئيس مجلس الوزراء                   | 8 مايو 2011    | 13 ديسمبر 2011 |
| الشيخ صباح خالد الحمد الصباح          | نائب رئيس مجلس الوزراء                   | 23 أكتوبر 2011 | 6 يناير 2014   |
| الشيخ صباح خالد الحمد الصباح          | النائب الأول لرئيس مجلس الوزراء          | 6 يناير 2014   | 11 ديسمبر 2017 |
| الشيخ صباح خالد الحمد الصباح          | نائب رئيس مجلس الوزراء                   | 11 ديسمبر 2017 | 19 نوفمبر 2019 |
| الشيخ أحمد الحمود الجابر الصباح       | نائب رئيس مجلس الوزراء                   | 6 فبراير 2011  | 14 فبراير 2012 |
| الشيخ أحمد الحمود الجابر الصباح       | النائب الأول لرئيس مجلس الوزراء          | 14 فبراير 2012 | 4 أغسطس 2013   |
| الشيخ أحمد خالد الحمد الصباح          | نائب رئيس مجلس الوزراء                   | 14 فبراير 2012 | 4 أغسطس 2013   |
| مصطفى جاسم الشمالي                    | نائب رئيس مجلس الوزراء                   | 14 فبراير 2012 | 28 مايو 2012   |
| مصطفى جاسم الشمالي                    | نائب رئيس مجلس الوزراء                   | 11 ديسمبر 2012 | 6 يناير 2014   |
| الشيخ سالم عبدالعزيز السعود الصباح    | نائب رئيس مجلس الوزراء                   | 4 أغسطس 2013   | 6 يناير 2014   |
| الشيخ محمد خالد الحمد الصباح          | نائب رئيس مجلس الوزراء                   | 4 أغسطس 2013   | 11 ديسمبر 2017 |
| الشيخ خالد الجراح الصباح              | نائب رئيس مجلس الوزراء                   | 4 أغسطس 2013   | 18 نوفمبر 2019 |
| الدكتور عبدالمحسن مدعح المدعج         | نائب رئيس مجلس الوزراء                   | 6 يناير 2014   | 25 مارس 2015   |
| أنس خالد الصالح                       | نائب رئيس مجلس الوزراء                   | 18 مايو 2015   | 2 مارس 2021    |
| الشيخ ناصر صباح الأحمد الصباح         | النائب الأول لرئيس مجلس الوزراء          | 11 ديسمبر 2017 | 18 نوفمبر 2019 |
| الشيخ أحمد منصور الأحمد الصباح        | نائب رئيس مجلس الوزراء                   | 18 ديسمبر 2019 | 14 ديسمبر 2020 |
| الشيخ أحمد منصور الأحمد الصباح        | نائب رئيس مجلس الوزراء                   | 28 ديسمبر 2021 | 17 فبراير 2022 |
| الشيخ حمد جابر العلي الصباح           | نائب رئيس مجلس الوزراء                   | 14 ديسمبر 2020 | 17 فبراير 2022 |
| عبدالله يوسف الرومي                   | نائب رئيس مجلس الوزراء                   | 2 مارس 2021    | 28 ديسمبر 2021 |
| الدكتور محمد عبداللطيف الفارس         | نائب رئيس مجلس الوزراء                   | 28 ديسمبر 2021 | 16 أكتوبر 2022 |
| الشيخ أحمد نواف الأحمد الصباح         | النائب الأول لرئيس مجلس الوزراء          | 9 مارس 2022    | 24 يوليو 2022  |
| الشيخ طلال خالد الأحمد الصباح         | نائب رئيس مجلس الوزراء                   | 9 مارس 2022    | 16 أكتوبر 2022 |
| الشيخ طلال خالد الأحمد الصباح         | النائب الأول لرئيس مجلس الوزراء          | 16 أكتوبر 2022 | 17 يناير 2024  |
| براك علي الشيتان                      | نائب رئيس مجلس الوزراء                   | 16 أكتوبر 2022 | 9 أبريل 2023   |
| الدكتور بدر حامد الملا                | نائب رئيس مجلس الوزراء                   | 16 أكتوبر 2022 | 8 مايو 2023    |
| الدكتور خالد علي الفاضل               | نائب رئيس مجلس الوزراء                   | 9 أبريل 2023   | 18 يونيو 2023  |
| الشيخ أحمد فهد الأحمد الصباح          | نائب رئيس مجلس الوزراء                   | 18 يونيو 2023  | 17 يناير 2024  |
| عيسى أحمد الكندري                     | نائب رئيس مجلس الوزراء                   | 18 يونيو 2023  | 17 يناير 2024  |
| الدكتور سعد حمد البراك                | نائب رئيس مجلس الوزراء                   | 18 يونيو 2023  | 17 يناير 2024  |
| الشيخ فهد يوسف سعود الصباح            | نائب رئيس مجلس الوزراء                   | 17 يناير 2024  | 12 مايو 2024   |
| الدكتور عماد محمد العتيقي             | نائب رئيس مجلس الوزراء                   | 17 يناير 2024  | 8 سبتمبر 2024  |
| شريدة عبدالله المعوشرجي               | نائب رئيس مجلس الوزراء                   | 28 يناير 2024  | حتى الآن       |
| الشيخ فهد يوسف سعود الصباح            | النائب الأول لرئيس مجلس الوزراء          | 12 مايو 2024   | حتى الآن       |

## التشكيلات الوزارية

### التشكيلات الوزارية منذ 17 يناير 1962 حتى الآن
|    | الحكومة                            | الفترة         | الفترة         | رئيس الوزراء                          |
| -- | ---------------------------------- | -------------- | -------------- | ------------------------------------- |
| 1  | مجلس الوزراء الكويتي 1962          | 17 يناير 1962  | يناير 1963     | الشيخ عبدالله السالم الصباح           |
| 2  | مجلس الوزراء الكويتي 1963          | 28 يناير 1963  | 30 نوفمبر 1964 | الشيخ صباح السالم الصباح              |
| 3  | مجلس الوزراء الكويتي 1964          | 6 ديسمبر 1964  | 28 ديسمبر 1964 | الشيخ صباح السالم الصباح              |
| 4  | مجلس الوزراء الكويتي (يناير 1965)  | 3 يناير 1965   | 27 نوفمبر 1965 | الشيخ صباح السالم الصباح              |
| 5  | مجلس الوزراء الكويتي (ديسمبر 1965) | 4 ديسمبر 1965  | 28 يناير 1967  | الشيخ جابر الأحمد الصباح              |
| 6  | مجلس الوزراء الكويتي 1967          | 4 فبراير 1967  | 26 يناير 1971  | الشيخ جابر الأحمد الصباح              |
| 7  | مجلس الوزراء الكويتي 1971          | 2 فبراير 1971  | 1 فبراير 1975  | الشيخ جابر الأحمد الصباح              |
| 8  | مجلس الوزراء الكويتي 1975          | 9 فبراير 1975  | 29 أغسطس 1976  | الشيخ جابر الأحمد الصباح              |
| 9  | مجلس الوزراء الكويتي 1976          | 6 سبتمبر 1976  | 22 يناير 1978  | الشيخ جابر الأحمد الصباح              |
| 10 | مجلس الوزراء الكويتي 1978          | 16 فبراير 1978 | 24 فبراير 1981 | الشيخ سعد العبدالله السالم الصباح     |
| 11 | مجلس الوزراء الكويتي 1981          | 4 مارس 1981    | 23 فبراير 1985 | الشيخ سعد العبدالله السالم الصباح     |
| 12 | مجلس الوزراء الكويتي 1985          | 3 مارس 1985    | 11 يوليو 1986  | الشيخ سعد العبدالله السالم الصباح     |
| 13 | مجلس الوزراء الكويتي 1986          | 12 يوليو 1986  | 19 يونيو 1990  | الشيخ سعد العبدالله السالم الصباح     |
| 14 | مجلس الوزراء الكويتي 1990          | 20 يونيو 1990  | 19 أبريل 1991  | الشيخ سعد العبدالله السالم الصباح     |
| 15 | مجلس الوزراء الكويتي 1991          | 20 أبريل 1991  | 7 أكتوبر 1992  | الشيخ سعد العبدالله السالم الصباح     |
| 16 | مجلس الوزراء الكويتي 1992          | 17 أكتوبر 1992 | 8 أكتوبر 1996  | الشيخ سعد العبدالله السالم الصباح     |
| 17 | مجلس الوزراء الكويتي 1996          | 15 أكتوبر 1996 | 6 مارس 1998    | الشيخ سعد العبدالله السالم الصباح     |
| 18 | مجلس الوزراء الكويتي 1998          | 22 مارس 1998   | 4 يوليو 1999   | الشيخ سعد العبدالله السالم الصباح     |
| 19 | مجلس الوزراء الكويتي 1999          | 13 يوليو 1999  | 29 يناير 2001  | الشيخ سعد العبدالله السالم الصباح     |
| 20 | مجلس الوزراء الكويتي 2001          | 14 فبراير 2001 | 6 يوليو 2003   | الشيخ سعد العبدالله السالم الصباح     |
| 21 | مجلس الوزراء الكويتي 2003          | 14 يوليو 2003  | 30 يناير 2006  | الشيخ صباح الأحمد الصباح              |
| 22 | مجلس الوزراء الكويتي (فبراير 2006) | 9 فبراير 2006  | 1 يوليو 2006   | الشيخ ناصر المحمد الأحمد الصباح       |
| 23 | مجلس الوزراء الكويتي (يوليو 2006)  | 10 يوليو 2006  | 4 مارس 2007    | الشيخ ناصر المحمد الأحمد الصباح       |
| 24 | مجلس الوزراء الكويتي 2007          | 25 مارس 2007   | 19 مايو 2008   | الشيخ ناصر المحمد الأحمد الصباح       |
| 25 | مجلس الوزراء الكويتي 2008          | 28 مايو 2008   | 14 ديسمبر 2008 | الشيخ ناصر المحمد الأحمد الصباح       |
| 26 | مجلس الوزراء الكويتي (يناير 2009)  | 12 يناير 2009  | 16 مارس 2009   | الشيخ ناصر المحمد الأحمد الصباح       |
| 27 | مجلس الوزراء الكويتي (مايو 2009)   | 29 مايو 2009   | 31 مارس 2011   | الشيخ ناصر المحمد الأحمد الصباح       |
| 28 | مجلس الوزراء الكويتي (مايو 2011)   | 8 مايو 2011    | 28 نوفمبر 2011 | الشيخ ناصر المحمد الأحمد الصباح       |
| 29 | مجلس الوزراء الكويتي (ديسمبر 2011) | 13 ديسمبر 2011 | 5 فبراير 2012  | الشيخ جابر المبارك الحمد الصباح       |
| 30 | مجلس الوزراء الكويتي (فبراير 2012) | 14 فبراير 2012 | 1 يوليو 2012   | الشيخ جابر المبارك الحمد الصباح       |
| 31 | مجلس الوزراء الكويتي (يوليو 2012)  | 19 يوليو 2012  | 3 ديسمبر 2012  | الشيخ جابر المبارك الحمد الصباح       |
| 32 | مجلس الوزراء الكويتي (ديسمبر 2012) | 11 ديسمبر 2012 | 28 يوليو 2013  | الشيخ جابر المبارك الحمد الصباح       |
| 33 | مجلس الوزراء الكويتي 2013          | 8 أغسطس 2013   | 30 نوفمبر 2016 | الشيخ جابر المبارك الحمد الصباح       |
| 34 | مجلس الوزراء الكويتي 2016          | 10 ديسمبر 2016 | 30 أكتوبر 2017 | الشيخ جابر المبارك الحمد الصباح       |
| 35 | مجلس الوزراء الكويتي 2017          | 11 ديسمبر 2017 | 14 نوفمبر 2019 | الشيخ جابر المبارك الحمد الصباح       |
| 36 | مجلس الوزراء الكويتي 2019          | 17 ديسمبر 2019 | 6 ديسمبر 2020  | الشيخ صباح خالد الحمد الصباح          |
| 37 | مجلس الوزراء الكويتي 2020          | 14 ديسمبر 2020 | 18 يناير 2021  | الشيخ صباح خالد الحمد الصباح          |
| 38 | مجلس الوزراء الكويتي (مارس 2021)   | 2 مارس 2021    | 14 نوفمبر 2021 | الشيخ صباح خالد الحمد الصباح          |
| 39 | مجلس الوزراء الكويتي (ديسمبر 2021) | 28 ديسمبر 2021 | 10 مايو 2022   | الشيخ صباح خالد الحمد الصباح          |
| 40 | مجلس الوزراء الكويتي (أغسطس 2022)  | 1 أغسطس 2022   | 2 أكتوبر 2022  | الشيخ أحمد نواف الأحمد الصباح         |
| 41 | مجلس الوزراء الكويتي (أكتوبر 2022) | 16 أكتوبر 2022 | 26 يناير 2023  | الشيخ أحمد نواف الأحمد الصباح         |
| 42 | مجلس الوزراء الكويتي (أبريل 2023)  | 9 أبريل 2023   | 7 يونيو 2023   | الشيخ أحمد نواف الأحمد الصباح         |
| 43 | مجلس الوزراء الكويتي (يونيو 2023)  | 18 يونيو 2023  | 20 ديسمبر 2023 | الشيخ أحمد نواف الأحمد الصباح         |
| 44 | مجلس الوزراء الكويتي (يناير 2024)  | 17 يناير 2024  | 7 أبريل 2024   | الشيخ الدكتور محمد صباح السالم الصباح |
| 45 | مجلس الوزراء الكويتي (مايو 2024)   | 12 مايو 2024   | حتى الآن       | الشيخ أحمد عبدالله الأحمد الصباح      |

## الأمانة العامة لمجلس الوزراء
تتولى الأمانة العامة لمجلس الوزراء تحضير أعمال مجلس الوزراء وتنفيذ قراراته وجميع شؤون المالية والإدارية ويتولى الأمين العام رئاسة الأمانة العامة وتصريف أعمالها ويكون مسؤولاً عنها أمام وزير الدولة لشؤون مجلس الوزراء ويعطونه عدد من الأنباء المساعدين.
وتتكون الأمانة العامة من أمانات يرأس كل منها أمين عام مساعد وتتبع مباشرة أمين عام مجلس الوزراء وهي كما يلي:
- أمانة الإعداد والمتابعة
- أمانة اللجان
- أمانة الشؤون القانونية
- أمانة نظم المعلومات ودم إتخاذ القرار
- أمانة الشؤون الإدارية والمالية
- أمانة سر اللجنة العليا لتحقيق الجنسية الكويتية
- مركز التواصل الحكومي

### أمناء عامين مجلس الوزراء
|   | الاسم                       | فترة تولي المنصب | فترة تولي المنصب |
| - | --------------------------- | ---------------- | ---------------- |
| 1 | عبداللطيف سعد الشملان       | 24 يناير 1962    | 14 يوليو 1969    |
| 2 | عبدالعزيز محمد العتيبي      | 14 يوليو 1969    | 17 أغسطس 1991    |
| 3 | عبداللطيف عبدالله الروضان   | 17 أغسطس 1991    | 25 يناير 2021    |
| 4 | المستشار وائل عيسى العسعوسي | 28 مارس 2021     | 1 ديسمبر 2022    |
| 5 | صالح سليمان الملا           | 18 ديسمبر 2022   | حتى الآن         |

## وصلات خارجية
- الأسماء الرسمية للوزراء في الحكومة الكويتية